# Miyako-Pony
Das Miyako-Pony (jap. 宮古馬, Miyako-uma) ist eine Ponyrasse von der Insel Miyako, die zur Präfektur Okinawa in Japan gehört. Es ist neben dem Hokkaido-, Kiso-, Noma-, Taishu-, Misaki-, Tokara- und Yonaguni-Pony eine von 8 endemischen noch existierenden Pferderassen Japans.

Hintergrundinformationen zur Pferdebewertung und -zucht finden sich unter: Exterieur, Interieur und Pferdezucht.

## Exterieur
Das Miyako-Pony hat ein Stockmaß von 142 cm und ist meist von brauner oder falber Farbe.

## Zuchtgeschichte
In die kleinen ursprünglich in Miyako vorhandenen Ponys wurden während des Zweiten Weltkrieges Hengste aus dem Ausland eingekreuzt, um für die landwirtschaftliche Arbeit die Größe der Rasse zu erhöhen.
Um 1944 gab es noch etwa 10.000 Miyako-Ponys. Durch die Motorisierung der Landwirtschaft stand es später kurz vor dem Aussterben und wird heute auf zwei Inseln gezüchtet, nämlich Miyako und Aguni. 1977 existierten noch 15 Tiere der Rasse, 1985 erreichte sie mit 8 Individuen einen Tiefstand, danach nahm ihre Zahl 1993 auf 25 zu, 2001 existierten nur noch 19 Tiere der Rasse.